# Đuro Kokša
Đuro Kokša (Molve, 17. svibnja 1922. – Zagreb, 26. studenog 1998.) bio je pomoćni zagrebački biskup, pisac i kolekcionar umjetnina.

## Životopis
Rodio se u obitelji Petra i Marije r. Kolar, 17. svibnja 1922. godine u Molvama. Osnovnu školu završio je u rodnom mjestu. Zatim je dvije godine pohađao humanističku gimnaziju u Zagrebu. Nakon toga prelazi u Dječačko sjemenište u Zagrebu na Šalati. Filozofsko-teološki studij započeo je 1941. godine u Zagrebu.
Studij je nastavio u Rimu na Papinskom sveučilištu Gregoriani te je boravio u zavodu Germanicum-Hungaricum. U Rimu je tako boravio od 23. prosinca 1942. sve do 8. veljače 1980. godine. Zaređen je za svećenika u Rimu 26. studenog 1947. godine. Mladu misu proslavio je u crkvi sv. Jeronima.
Godinu dana nakon svećeničkoga ređenja, primljen je 10. srpnja 1948. godine u zavod sv. Jeronima. Godine 1951. za svoju radnju i ispite za magistarski stupanj iz crkvene povijesti dobio je zlatnu medalju Sveučilišta. Dana 15. siječnja 1952. obranio je doktorat iz teologije temom „Die Lehre der Scholastiker des XVI und XVII Jahrhunderts von der Gnade und dem Verdienst der Alttestamentlichen Gerechten”. Iako je postigao doktorat iz teologije i licencijat iz filozofije, nastavlja sa studijem povijesti. Kasnije postiže i licencijat iz kanonskog prava.
Uz pastoralno djelovanje pri crkvi sv. Jeronima službovao je kao kapelan kod obitelji Ruspoli. Nakon smrti rektor Zavoda Juraja Megjereca imenovan je 11. rujna 1957. vicerektorom Zavoda. Dana 15. rujna 1959., postao je rektor Zavoda. Na toj službi ostaje do 8. veljače 1980. godine. Papa Pavao VI. imenovao ga je 20. travnja 1978. naslovnim biskupom Grumenta te pomoćnim zagrebačkim biskupom. Posvećen je za biskupa u zagrebačkoj katedrali 23. srpnja 1978. godine. Nastavio je upravljati Zavodom do 8. veljače 1980. godine. Nakon toga je upravu Zavodom predao Ratku Periću.
Papa Ivan Pavao II. prihvatio je 2. ožujka 1998. njegovu zamolbu za umirovljenjem. Posljednje mjesece života živio je u svom domu u Zagrebu. Tu je preminuo 26. studenog 1998. godine.
Od 1980. bio je glavni namjesnik zagrebačkog nadbiskupa Franje Kuharića, a od 1985. i njegov savjetnik. Godine 1984. ustoličen je za kanonika, a 1987. za velikog predstojnika Prvostolnoga kaptola zagrebačkog. Od 1985. predsjednik je novoutemeljenog Vijeća za ekumenizam i dijalog Zagrebačke nadbiskupije, a obavljao je i mnoge druge dužnosti u Zagrebačkoj nadbiskupiji te u Biskupskoj konferenciji Jugoslavije i Hrvatskoj biskupskoj konferenciji. Jedno vrijeme predavao je na Katoličkome bogoslovnom fakultetu u Zagrebu.[nedostaje izvor]
Kao veliki ljubitelj umjetnosti, sakupio je veliku kolekciju umjetnina, čije dijelove je i izložio na nekoliko izložbi. Bio je prvi pokrovitelj Društva za povjesnicu Zagrebačke nadbiskupije "Tkalčić". Također je bio član Družbe "Braća Hrvatskoga Zmaja", sa zmajskim imenom Zmaj od Krbuljina, prema brijegu u Molvama na kojem se nalazi župna crkva. Pokopan je na Mirogoju, u arkadi Prvostolnoga kaptola.[nedostaje izvor]

## Spomen
- Zagrebačka galerija Klovićevi dvori održava od 13. prosinca 2022. do 12. ožujka 2023. izložbu umjetnina iz Umjetničke zbirke Đure Kokše Pečat vjere, trag umjetnosti.[4]

### Članci
- Bogdan, Jure. 1998. Mons. Đuro Kokša - in memoriam. Crkva u svijetu. Sveučilište u Splitu - Katolički bogoslovni fakultet. Split. 33 (4): 424–430

## Vanjske poveznice
Mrežna mjesta
- Kokša, Đuro, Hrvatski biografski leksikon